# Psammopora
Psammopora is een monotypisch geslacht van kevers uit de familie van de kortschildkevers (Staphylinidae).

## Soort
- Psammopora delittlei Pace, 2003